# Тереза Кесовия
Тереза Ана Кесовия (на хърватски: Tereza Ana Kesovija) е хърватска певица, сред най-разпознаваемите фигури на балканската музикална сцена, известна с широкия си вокален диапазон и сред най-значимите изпълнители в Югославия. Част от музикалната ѝ кариера се развива във Франция.

## Биография
Кесовия е родена в Дубровник, където отраства. В младежките си годии печели федерален песенен конкурс в Любляна. Завършва Музикалната академия в Загреб, специалност флейта. През 1962 г. печели музикалния конкурс в Сен-Венсен, Италия. Оттогава печели награди от почти всички музикални фестивали в тогавашна Югославия, както и награди на международни фестивали в Рио де Жанейро, Братислава, Берн и Сопот. През 1966 г. представлява Монако на конкурса Евровизия, а през 1972 г. участва на същия конкурс от името на Югославия.
Кариерата ѝ във Франция започва през 1965 г., но набира голяма популярност през 1967 г., когато изпълнява Песента на Лара във филма Доктор Живаго. В началото на 1970-те години се завръща в Загреб. Кесовия е единствената хърватска певица, пяла няколко пъти в зала Олимпия в Париж.